# 中西直輝
中西 直輝（なかにし なおき、1968年9月4日 - ）は、中部日本放送の社員で元アナウンサー。三重県立伊勢高等学校、明治大学卒業。三重県伊勢市（旧・度会郡小俣町）出身。

## 来歴
1992年CBCにアナウンサーとして入社（同期は小高直子・角上清司各アナウンサー。森合康行（営業局営業部長）、元CBCアナウンサーの角田美保・原元美紀も同期にあたる）。一時期、報道部に異動し、しばらくしてからアナウンス部に復帰。
2005年7月2日放送の『ウルトラマンマックス』第1話「ウルトラマンマックス誕生!」にアナウンサー役として出演。
2010年10月よりアナウンス部から再び報道部へ異動。

## 過去の出演番組

### テレビ
- ユーガッタ!CBC（ヘルスのツボ）
- ジャストナウアイチ
- ユーガッタ!SAT
- がんばれ!ペナキッズ（ナレーション、2006年4月16日〜2007年4月8日）
- イッポウ（月曜日の生中継）
- そこが知りたい 特捜!板東リサーチ（不定期ナレーション）
- 日曜CBCNEWS
- えなりかずき!そらナビ（ナレーション、2010年4月〜2010年9月）
- ヒデヨシ（ナレーション）

### ラジオ
- シー坊の平日天国
- 0時半です松坂屋ですカトレヤミュージックです
- 中西直輝のGood Afternoon
- 中西直輝のサンデーサファリ
- 中西直輝のわくわくサンデー
- 中西直輝のきく!ラジオ
- 多田しげおの気分爽快!!朝からP・O・N（多田しげおアナウンサーがお休みのときに担当）